# Lyu Xianjing
Lyu Xianjing (chinesisch 吕先景; * 2. Februar 1998) ist ein chinesischer Radrennfahrer, der auf Straße und Mountainbike aktiv ist.

## Sportlicher Werdegang
Lyu stammt aus Qujing in der Provinz Yunnan und betrieb zunächst hauptsächlich Cross-Country-Mountainbiking. Als Junior holte er in dieser Disziplin eine Silbermedaille bei den Asienmeisterschaften 2016 im olympischen Cross-Country (XCO). Im Jahr darauf gewann er auf Anhieb die Asienmeisterschaften in der Elite und siegte zudem bei den Chinesischen Nationalspielen.
2018 bestritt Lyu einige Straßenrennen mit dem Hengxiang Cycling Team, einem chinesischen Kontinentalteam. In seinem ersten internationalen Straßenrennen, der Tour of Hainan, gewann er das Bergtrikot, in seinem zweiten, der Tour of Fuzhou, eine Etappe. Diese Erfolge blieben auch außerhalb Chinas nicht unbemerkt, er galt fortan als Hoffnungsträger des chinesischen Radsports.
Auch 2019 erzielte Lyu einige Erfolge in beiden Disziplinen, so gewann er die Gesamtwertung der Tour of China II. Er nahm am Test-Event für das Mountainbike-Rennen der Olympischen Spiele von Tokio statt, wurde aber letztlich nicht für die Spiele berücksichtigt. Anfang 2020 siegte er noch in der U23-Wertung der Mountainbike-Asienmeisterschaften, bevor die Corona-Pandemie seine junge Karriere für zwei Jahre unterbrach.
Erst 2022 konnte er mit dem China Glory Continental Cycling Team wieder Straßenrennen bestreiten. Er fuhr mit der Mannschaft zahlreiche Rennen in Europa, ohne jedoch vordere Plätze zu erzielen. 2023 kehrte er mit Siegen in der Türkei sowie in China wieder in die Erfolgsspur zurück. Bei den Asien-Meisterschaften im Mountainbikesport gewann er 2023 drei Goldmedaillen; neben seinem zweiten Erfolg im XCO-Format siegte er im Cross-Country Eliminator (XCE) sowie mit der Staffel (XCR). Auf der Straße musste er sich bei den Asien-Meisterschaften 2024 im Sprint nur Kim Eu-ro geschlagen geben und holte Silber. Er war der Vertreter Chinas im olympischen Straßenrennen, das er auf dem 68. Rang abschloss. Bei den Asien-Meisterschaften 2025 in Thailand konnte er sich auf dem Schlussanstieg durchsetzen und wurde Asienmeister.

## Erfolge

### Straße
2018
Bergwertung Tour of Hainan
eine Etappe Tour of Fuzhou
2019
 Asienmeisterschaften – Straßenrennen
Gesamtwertung Tour of China II
eine Etappe und Bergwertung Tour of Quanzhou Bay
2023
eine Etappe Tour of Sakarya
Gesamtwertung und eine Etappe Tour of Poyang Lake
2024
 Asienmeisterschaften – Straßenrennen
Grand Prix Syedra Ancient City
eine Etappe Tour of Sakarya
2025
 Asienmeister – Straßenrennen

### Mountainbike
2016
 Asienmeisterschaften – XCO (Junioren)
2017
 Asienmeister – XCO
2018
 Asienmeister – XCO (U23)
 Asienspiele – XCO
2019
 Asienmeisterschaften – XCO
2020
 Asienmeister – XCO (U23)
2023
 Asienmeister – XCO, XCE, XCR